# Рідківська сільська рада (Радивилівський район)
Рі́дківська сільська́ ра́да — орган місцевого самоврядування в Радивилівському районі Рівненської області. Адміністративний центр — село Рідків.

## Загальні відомості
- Рідківська сільська рада утворена в 1940 році.
- Територія ради: 32,507 км²
- Населення ради: 1 056 осіб (станом на 2001 рік)

## Розташування
Територія, яка підпорядковується Рідківській сільській раді, межує з Пляшевською, Теслугівською, Хотинською сільськими радами Радивилівського району.

## Населені пункти
Сільській раді підпорядковані населені пункти:
- с. Рідків
- с. Митниця
- с. Нова Митниця

## Склад ради
Рада складається з 12 депутатів та голови.
- Голова ради: Поврознік Валентина Володимирівна
- Секретар ради: Бусь Алла Миколаївна

### Керівний склад попередніх скликань
| Прізвище, ім'я, по батькові       | Основні відомості                                                               | Дата обрання | Дата звільнення |
| --------------------------------- | ------------------------------------------------------------------------------- | ------------ | --------------- |
| Поврознік Валентина Володимирівна | Сільський голова, 1970 року народження, освіта середня спеціальна, позапартійна | 25.10.2015   |                 |
|                                   |                                                                                 |              |                 |

Примітка: таблиця складена за даними сайту Верховної Ради України